# Remember Us To Life
Remember Us To Life är det sjunde musikalbumet av den amerikanska singer-songwritern Regina Spektor. Remember Us To Life utgavs 1 oktober 2016. Singeln "Bleeding Heart" släpptes i samband med albumet, som följdes av "Small Bill$", "Black and White" och "Older and Taller".

## Spellista
Samtliga låtar text & musik av Regina Spektor.
1. "Bleeding Heart" – 3:59
2. "Older and Taller" – 3:56
3. "Grand Hotel" – 3:05
4. "Small Bill$" – 3:33
5. "Black and White" – 3:49
6. "The Light" – 4:57
7. "The Trapper and the Furrier" – 4:24
8. "Tornadoland" – 3:39
9. "Obsolete" – 6:37
10. "Sellers of Flowers" – 4:01
11. "The Visit" – 4:24

Remember Us To Life (Deluxe)
1. "New Year" – 5:29
2. "The One Who Stayed and the One Who Left" – 4:56
3. "End of Thought" – 3:20